# Motín del HMS Wager

Para su regreso a Inglaterra los sobrevivientes siguieron 2 rutas diferentes, una al norte y otra a través del Estrecho, ambas se bifurcan y 2 de ellas se vuelven a unir en el viaje del navío Asia a Europa.

La expedición de Anson obtuvo pingües ganancias pero su tripulación fue diezmada por las enfermedades y la guerra.

Por motín del HMS Wager se entiende la sucesión de hechos ocurridos a la tripulación del navío inglés HMS Wager tras encallar al norte de la isla que hoy lleva su nombre, el 14 de mayo de 1741 en la Región de Aysén, hasta el regreso a Inglaterra de los sobrevivientes.
Solo 29 miembros de la tripulación y 7 infantes de marina regresaron a Inglaterra, de un total de 248 hombres que viajaban en el navío, entre enfermos de la flota y tripulación de la Wager.: 14 
El HMS Wager fue construido como buque mercante y posteriormente comprado por la Marina Real para servir como transporte logístico al viaje de Anson alrededor del mundo, una expedición destinada a atacar las posesiones españolas en el océano Pacífico durante la guerra del Asiento. Tras bordear el cabo de Hornos, el HMS Wager perdió de vista al resto de la flota.
Otra de las naves de Anson, el pingüe Ana, tuvo daños que obligaron a su tripulación a llevarla a una isla un poco más al norte, donde estuvo varias semanas para después reunirse con Anson el la isla Juan Fernández. A pesar de la relativa cercanía, no tuvieron contacto entre sí y solo supieron de ello a su llegada a Inglaterra.

## Tripulación
La tripulación de la nave era de 106 marinos a los que se sumaban 142 enfermos e infantes de marina traídos desde las otras naves de la expedición. De hecho solo había 12 hombres aptos para el trabajo. Su capitán al momento del desastre era David Cheap, el tercero que ocupaba ese cargo desde zarpar de Inglaterra, pero también estaba enfermo y bajo cubierta. Robert Baynes era su segundo, y debía ser el responsable del barco, pero cuando debió asumir su cargo, se escabulló con una botella de licor.: 4 

## Pérdida de la nave
Una vez perdido el contacto con el resto de la expedición, el 13 de mayo de 1741 un marinero dio noticia a sus oficiales de haber visto tierra al oeste, pero estos últimos pensaban que el barco estaba en alta mar por lo que consideraron la advertencia como error del marinero. El 14 de mayo, Una tormenta arrastró al navío contra una roca, y luego contra otras hasta dejarlo varado frente a la costa norte del archipiélago Guayaneco.: 4 
Si a bordo la disciplina y la jerarquía ya se habían relajado anteriormente, tras encallar y posteriormente hundirse la nave, el capitán Cheap perdió el control de la situación. Posteriormente, en Inglaterra, el Almirantazgo estimó que dado que los sueldos se dejan de pagar al momento de la pérdida del buque, se disuelve también el lazo de la jerarquía y por lo tanto lo sucedido después no es un motín.: 5 
Solo 140 marinos pudieron ser trasladados en los botes a la playa en una lancha de 38 pies (11,58 metros), un cúter de 30 pies (9,14 metros) y dos pequeños botes, además de los víveres y utensilios trasladados desde los restos de la nave antes de que se hundiera definitivamente. El 10 de junio el capitán disparó a Cozens un marinero que, borracho, se había negado a obedecerle, perdiendo cualquier aprecio que la tripulación le hubiese tenido.

### Travesía delSpeedwell
Permanecer en la isla significaba morir de hambre, frío o cansancio, esperar ayuda no era opción en una pequeña isla de una región aislada, desconocida y que los navegantes rehuían por falta de cartas náuticas y sus feroces tormentas. El capitán Cheap deseaba continuar el viaje hacia el norte hasta la isla Juan Fernández, que había sido fijada como sitio de reunión en caso de extravío. Sin embargo, el cañonero Bulkeley, representando a un grupo de tripulantes, presentó como alternativa la ruta seguida tras el fracaso de la expedición de John Narborough, esto es, regresar a Inglaterra a través del estrecho de Magallanes.
Una vez terminado el alargamiento de la chalupa que debía sacarlos de la isla y rebautizada con el nombre Speedwell y manejada como goleta, el 9 de octubre de 1741, y sin acuerdo logrado, Bulkeley arrestó al capitán Cheap bajo la acusación de asesinato del guardiamarina Cozens, y 4 días después se hizo a la mar rumbo al sur con 59 hombres a bordo, bajo el mando nominal del teniente Baynes, seguido por el cúter, con 12 hombres, una chalana con 10 tripulantes y otro pequeño bote, con Cheap, el teniente Hamilton y el cirujano Elliot.: 7 
Una partida de aproximadamente 12 hombres que se habían escondido en la isla para esquivar los castigos del capitán Cheap, quedaron abandonados en la isla. Posteriormente, durante el viaje al sur, a apenas 2 días de la partida, el velamen del cúter se desgarró y la chalana fue enviada de regreso a la isla para traer lona y repararlo. Sus tripulantes decidieron ponerse al lado del capitán Cheap. Unos días más tarde, se hundió el cúter, dejando al Speedwell como única nave en el regreso a su país por el Estrecho. Con la pérdida del cúter, 10 tripulantes, supuestamente voluntarios, desembarcaron en una isla.
El 14 de enero de 1742, el Speedwell llegó a lo que ellos registraron como el paralelo 38°40' S de la costa argentina, a una ensenada bautizada por los amotinados Freshwater Bay, en el lugar donde hoy se ubican las playas de Punta Mogotes, en la ciudad Mar del Plata. Algunos marineros, al parecer 8, nadaron hasta la playa solo para, consternados, ver que Bulkeley se alejaba de la costa abandonandoles para, según los que quedaron, ahorrar víveres.: 7 
Los 31 hombres restantes, Bulkeley y Baynes entre ellos, sufrieron tres bajas más pero continuaron hasta Río Grande del Sur, donde arribaron el 28 de enero, desde donde regresaron, cada uno por sus propios medios a Inglaterra.
Los marineros abandonados en Freshwater Bay, intentaron infructuosamente tres veces llegar hasta Buenos Aires hasta que fueron capturados como prisioneros por los indios cuando solo quedaban solo 4 de ellos, y vendidos como esclavos. Un comerciante inglés compró la libertad de tres de ellos, pero el cuarto, un mulato, se quedó con los indios. A la llegada a Buenos Aires, las autoridades españolas les encarcelaron en el navío Asia (1734) de la Armada Española.

### Travesía de la partida del capitán Cheap
En la isla frente a la cual ocurrió el naufragio, se encontraron finalmente los marinos que se habían escondido por temor a Cheap, los de la chalana que regresaron por lona para reparar el velamen del cúter y los del bote del capitán Cheap, que también regresó. Entre ellos estaban el cirujano Elliot, el teniente de infantería de marina Thomas Hamilton, los guardiamarinas John Byron (abuelo del poeta), Alexander Campbell y el capitán Cheap.
El grupo hizo varios intentos de navegar hacia el norte bordeando por el oeste, a mar abierto, la penínsuta de Tres Montes, pero cada vez debieron volver a la isla. En febrero de 1742 solo quedaban 12 sobrevivientes. Tras el regreso de uno de sus intentos consiguieron comunicarse con indígenas chonos que habitaban la zona o más bien eran nómades que vivían en las costa de las islas en viaje casi permanente, pero que también tenían construcciones en tierra destinadas a la habitación. Estos indígenas acordaron llevar a los ingleses hasta Chiloé a cambio de obtener de ellos un arma de fuego.: 10 

Tres posibles cruces del istmo de Ofqui. Véase Canal Ofqui

Las islas al occidente de Patagonia permiten la navegación de norte a sur y viceversa a través de canales que protegen a los navegantes de la mar gruesa del mar abierto. Sin embargo, el recorrido es interrumpido por la península de Taitao, que sale del continente hacia el oeste y corta la vía entre el canal Moraleda por el norte y el canal Messier por el sur, o más precisamente, entre la laguna San Rafael y el golfo de Penas. Para evitar el peligroso viaje a mar abierta, los chonos, cuando iban hacia el norte (respectivamente al sur), navegaban con sus dalcas por el río San Tadeo aguas arriba, ingresaban al río Negro (San Tadeo) y luego arrastraban sus ligeras embarcaciones hasta el lago Presidente Ríos donde nuevamente podían navegar hacia el norte hasta el estero Thompson.
Dado que Byron no menciona en su relato ni el glaciar San Rafael ni los témpanos que dan su nombre al río Témpanos se supone que fue la ruta del lago Presidente Ríos la seguida por la partida de Cheap.
Finalmente consiguieron llegar a Castro, en la isla de Chiloé, solamente cuatro sobrevivientes de la partida que salió hacia el norte: Cheap, Byron, Hamilton y Campbell.: 10  En el rincón más austral de las colonias españolas, los náufragos quedaron arrestados, pero se podían mover libremente en las cercanías de los lugares poblados que eran un enclave en una región desconocida para los colonos y más aún para los europeos. A mediados de diciembre de 1741 llegó el barco que una vez al año traía las provisiones desde El Callao y que a su regreso los llevó a Valparaíso donde fueron bien recibidos, al contrario de lo ocurrido allende de los Andes.
Entre tanto, había terminado la guerra y el gobernador de Chile, Manso de Velasco, les comunicó que podrían viajar a Europa en el próximo barco que llevase ese destino. También José Alfonso Pizarro, que había perseguido infructuosamente a la flota de Anson y que no había logrado cruzar hacia el Pacífico, había cruzado el continente, se encontraba en Chile y les ofreció llevarlos a Europa de regreso.
Para la cabal comprensión de la separación de Campbell y el grupo de Cheap, Byron y Hamilton es preciso tener presente algunas tensiones que se acumularon dentro del grupo. Al parecer, según expone Jorge Sepúlveda Ortiz, el capitán Cheap injustamente marginó a Campbell de algunos beneficios que le correspondían legalmente, como un reloj que había heredado del cirujano Elliot, y posteriormente, durante su estadía en Chile, recibió para sus gastos menos dinero del que le correspondía.
En todo caso, Cheap, Byron y Hamilton salieron desde Valparaíso en un barco francés y Campbell cruzó la cordillera hasta Buenos Aires desde donde zarpó en el navío Asia, junto a Isaac Morris y dos de los abandonados en Freshwater Bay rumbo a España, a donde llegó en enero de 1746.: 12 

## Consecuencias
Una vez regresados a Inglaterra la mayoría de los sobrevivientes, el Almirantazgo Británico abrió una investigación para conocer las causas y responsabilidades del naufragio. El resultado fue bastante favorable para la mayoría de los que llevaron el mando en la nave: Baynes, quien llevaba el mando fue absuelto de culpa pero reprendido por omisión de cumplimiento del deber y no pudo volver a una nave pero obtuvo un puesto en logística, Cheap fue ascendido, Byron fue ascendido y recibió el mando de una nave, Hamilton fue ascendido al rango de capitán de ejército, y Bulkeley recibió una oferta de mando que el rechazó.: 14 
Alexander Campbell se convirtió a la religión católica y en 1747, tras haber sido dado de baja de la Marina Real Británica por ser católico, ingresó al Ejército Español Posteriormente fue enviado al Virreinato de Perú. Fue capitán de infantería en Chile, el año 1766 asumió como corregidor de Chillán, en donde se encontró con el capitán de Royal Marines John Augustine Evans quien había partido antes que ellos en busca de ayuda quedándose como administrador de la hacienda Perquilauquén gracias a los oficios de O'Higgins , falleciendo como teniente coronel el 28 de marzo de 1771, a la edad de 47 años.: 14 
Desde Chiloé se envió la expedición de Mateo Abraham Evrard a la isla Wager en 1743 con el fin de rescatar lo que quedase de valor en el lugar del desastre, luego se construyó un fuerte en las cercanías del lugar donde estuvo el pingüe Ana. Sin embargo este fue abandonado porque se vio que no era posible la permanencia de un poblado de europeos tan lejos de centros de abastecimiento, ni españoles, ni menos aún ingleses.
Existen 5 relatos personales de los sobrevivientes sobre la travesía: John Bulkeley & John Cummins (1743), Alexander Campbell (1747), Isaac Morris (c1750), John Young (1751), y por supuesto la de John Byron (1768).
La fuente, Patagonia Bookshelf, considera que la narración de Campbell es la más confiable, incluso sostiene que Byron probablemente la utilizó para escribir la suya.
La novela The Unknown Shore, de Patrick O'Brian relata la historia de Byron y Barrow tras la tragedia.